# Comisión Europea de los Derechos Humanos
La Comisión Europea de Derechos Humanos (inglés: European Commission of Human Rights) fue un tribunal especial del Consejo de Europa.
Desde 1954 hasta la entrada en vigencia del Protocolo 11 de la Convención Europea de Derechos Humanos, los individuos no podían tener acceso directo al  Tribunal Europeo de Derechos Humanos, sino que debían acudir a la Comisión, que establecía si el caso estaba bien fundado como para ser analizado en la Corte. El Protocolo 11, cuya vigencia inició el 31 de octubre de 1998, abolió la Comisión, y permitió que los individuos pudieran acudir a la Corte directamente. Sin embargo, de acuerdo con el Protocolo 11, la Comisión continuó en funciones durante un año más (hasta el 31 de octubre de 1999) para instruir los casos declarados admisibles por ella antes de la entrada en vigor del Protocolo.
El Sistema Interamericano de Derechos Humanos mantiene un régimen homónimo al Europeo previo al Protocolo 11, con una Corte y una Comisión.